# Франциск Оленський
Франци́ск Оле́нський (або Олендзький, пол. Franciszek Olędzki; бл. 1745, Львів — наприкінці квітня 1792) — львівський скульптор доби рококо, жив і творив у другій половині XVIII ст. На думку частини дослідників — учень Йоана Георга Пінзеля. Зять львівського ливарника Теодора Полянського.

## Життєпис
Народився бл. 1745 року. Відомості про біографію майже відсутні. Був сином львівського міщанина Андрія (Анджея).
На думку Збігнева Горнунга, правдоподібно розпочав навчання під керівництвом Себастьяна Фесінґера у Львові, яке закінчив на межі 1760—1770-х років у майстерні Пінзеля у Бучачі, що мало вирішальне значення для його творів. Однак Ян Островський стверджує, що немає відомостей про перебування Олендзького в Бучачі. Дмитро Крвавич вважав, що Оленський на початках діяльності безпосередньо після навчання співпрацював з Пінзелем.
У 1773—1779 роках працював над модернізацією інтер'єру Львівської латинської катедри: виконував дрібні сницарські, «штукаторські» роботи. Після смерті Пінзеля та ліквідації його майстерні Микола Василь Потоцький близько 1775 року домовився з Оленським щодо закінчення робіт у Бучачі. 25 жовтня 1780 року підписав з ксьондзом-деканом Б. Дулевським договір щодо виготовлення великого дерев'яного вівтаря з статуями в колегіаті у м. Замостя, однак угоду не вдалось реалізувати. У 1780-х роках отримав велике замовлення на комплексне оформлення інтер'єру костелу тринітаріїв у Берестечку, фундатором якого був галицький каштелян Томаш Карчевський.
7 квітня 1786 року висунув претензії до вдови Франца Ксаверія Кульчицького Олени (Гелени, 2 voto Литвинович) про належні йому 73 злотих і 2 гроші за виконані різьбярські роботи в кам'яниці Бєльських на Площі Ринок, 20 на основі угоди з чоловіком від 13 липня 1779 року.
Ймовірно, на початках діяльності виконав ряд робіт під керівництвом Пінзеля. Документи Почаївського монастиря від 1780 року згадують про невиконану Оленським вівтарну скульптуру, що може свідчити про ширші ділові зв'язки із головним замовником Миколою Василем Потоцьким. Певний час деякі роботи Оленського приписувались Пінзелю, наприклад, скульптури на будинку № 3 на площі Ринок.
Дружина — Маріанна з Полянських, донька ливарника Теодора Полянського, вдова Яна Крушановського. Його сином був сницар Оленський, який 4 жовтня 1795 року уклав угоду щодо виготовлення вівтаря святих Яцка і Вінсента Феррера для домініканського костелу Пречистої Діви Марії (перед цим — костел єзуїтів) у Ярославі, за що мав отримати 2500 злотих.
Збігнев Горнунг вказував, що Олендзький помер між 15 квітня і 5 травня 1792 року, Володимир Вуйцик — наприкінці квітня 1792 року.
1995 року з ініціативи Бориса Возницького у Львові було організовано виставку робіт скульптора.

### Роботи
- При Латинській катедрі у Львові закінчував сницарські роботи після Яна Крушановського, який помер навесні 1772 року.
- Для балкону будинку № 3 на площі Ринок у Львові у 1771—1772 роках виконав із пісковика атлантів у вигляді лицарів і консолі у вигляді дельфінів. Фігура Слави на аттику там же. Якусь частину робіт виконав напарник Ян Крушановський.
- Іконостас Успенської церкви у Львові (1773, спільно з Михалом Філевичем, проект Кантія Фесінґера)[джерело?] на думку Д. Крвавича, автор головного вівтаря, фігури Христа пантократора, ангелів.[8]
- Роботи при викінченні фасаду костелу при домініканському монастирі у Львові.
- Роботи для домініканського монастиря в Терногороді (Польща).
- Скульптурне оздоблення кам'яниці Бєльських на площі Ринок, 20 у Львові (близько 1786 року).[9]
- Робота у Почаєві, виконувана спільно з Матвієм Полейовським та Василем Бернакевичем (1780).[10]
- Різьблення прикрас для органу в домініканському монастирі Підкаменя (угода від 11 квітня 1774, не зберігся).[2]
- Надгробки львівських латинських архиєпископів Вацлава Сераковського та Фердинанда Кіцького в каплиці Преображення Господнього латинської катедри у Львові.[11]
- Надгробок Марії Амалії Мнішек в каплиці парафіяльного костелу святої Марії Магдалини в м. Дукля (нині Підкарпатського воєводства, Польща).[11]

Передчасна смерть не дозволила йому виконати проповідальницю для львівської латинської катедри (проект Клеменса Фесінгера).

### Роботи, що приписуються
- Скульптури святих Якима й Анни головного вівтаря церкві Покрови в Бучачі (бл. 1775, думка Збігнева Горнунга);[2] однак Дмитро Крвавич вважав автором усіх чотирьох великих фігур головного вівтаря храму Михайла Філевича[4].
- Іконостас, царські та дияконські (Д. Крвавич стверджував, що це — найбільш рання відома самостійна робота Оленського, яку він виконав за проектом і під наглядом Пінзеля[4]) врата з рельєфами у церкві Покрови в Бучачі; з атрибуцією погоджувався Крвавич.
- Правдоподібно, автор розп'яття в  бучацькому костелі (на думку Дмитра Крвавича, одна з найкращих робіт майстра).[4]
- Скульптури Архистратига Михаїла та янгола-охоронця в костелі Внебовзяття Пресвятої Діви Марії в Монастириськах;[12] однак Ян К. Островський заперечував його авторство цих скульптур (загалом шести великих вівтарних фігур) в костелі, вважаючи їх доробком Пінзеля, якому допомагав Антон Штиль.[13]
- Скульптури святих головного вівтаря костелу францисканців у Бучачі (думка Д. Крвавича);[4] Ян К. Островський це заперечує, оскільки вважає, що композиція фігурного вистрою в костелах південної Волині, де є роботи Олендзького, істотно відрізняється від композиції костелів «бучацького кола», стверджує, що відсутні відомості про перебування майстра в Бучачі.[3] Також польський дослідник вважає автором цих скульптур невідомого майстра, якого називає «приятелем Пінзеля».
- Скульптури бічних вівтарів (в раменах трансепту) костелу в Бучачі (персоніфікації Віри, Надії, Любові, Розторопності), також антепендії для вівтаря Матері Божої Шкаплірної (зліва), казання св. Франциска до риб (справа) (на думку Збігнева Горнунга).[2]
- Скульптури в костелах у Лопатині[14] (за стилістичними ознаками, на думку Д. Крвавича[8]).
- Скульптури в костелі тринітаріїв у Берестечку (за стилістичними ознаками, на думку Д. Крвавича[8])
- Статуя матері Божої Ласкавої (її потім перевезли до костелу домініканців у Тернополі) та різьби вівтаря святої Вікторії по лівій стороні біля входу в презбітерій костелу домініканського монастиря в Підкамені.[2]